# Heterocyclus perroquini
Heterocyclus perroquini é uma espécie de gastrópode  da família Hydrobiidae. É endémica de Nova Caledónia.